# Musée des Beaux-Arts de Grenade
Le musée des Beaux-Arts de Grenade est une pinacothèque située à Grenade en Andalousie, en Espagne.
Le musée a d'abord occupé l'ancien couvent dominicain de Santa Cruz la Real et a été inauguré en 1839, ce qui en fait la plus ancienne pinacothèque provinciale d'Espagne. Après plusieurs changements de lieu, depuis 1958 il a son siège au palais de Charles Quint, remarquable édifice renaissance rattaché à l'Alhambra.
Les collections sont principalement constituées de peintures et de sculptures, du XVe au XXe siècle. Les fonds les plus importants et les plus riches proviennent de fondations religieuses désaffectées au XIXe siècle. Des œuvres déposées par le musée du Prado ont été ajoutées plus tard, ainsi que des achats, à la fois des exemples d'art récent et de maîtres anciens.

## Quelques œuvres

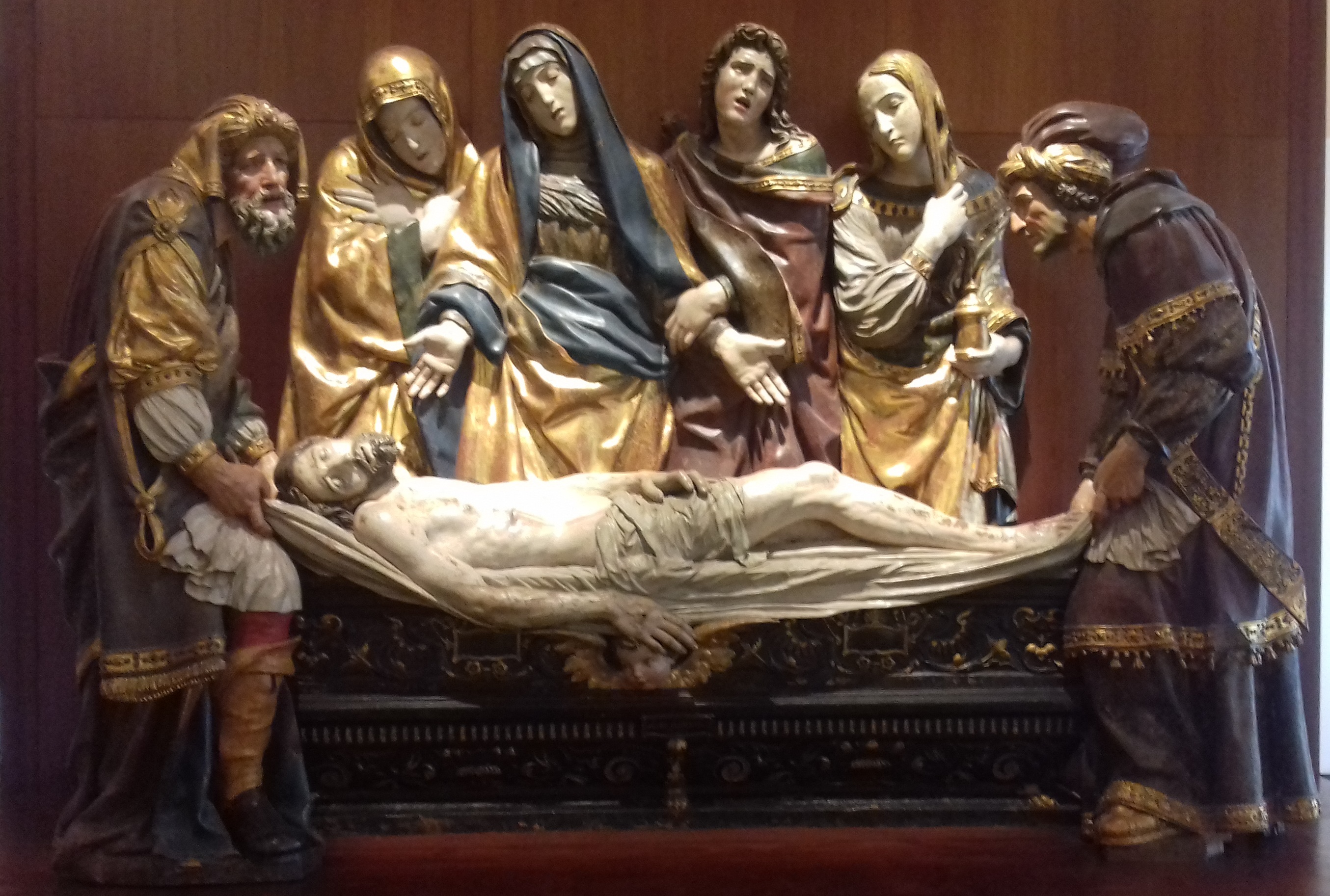
Jacopo Torni, Mise au tombeau.
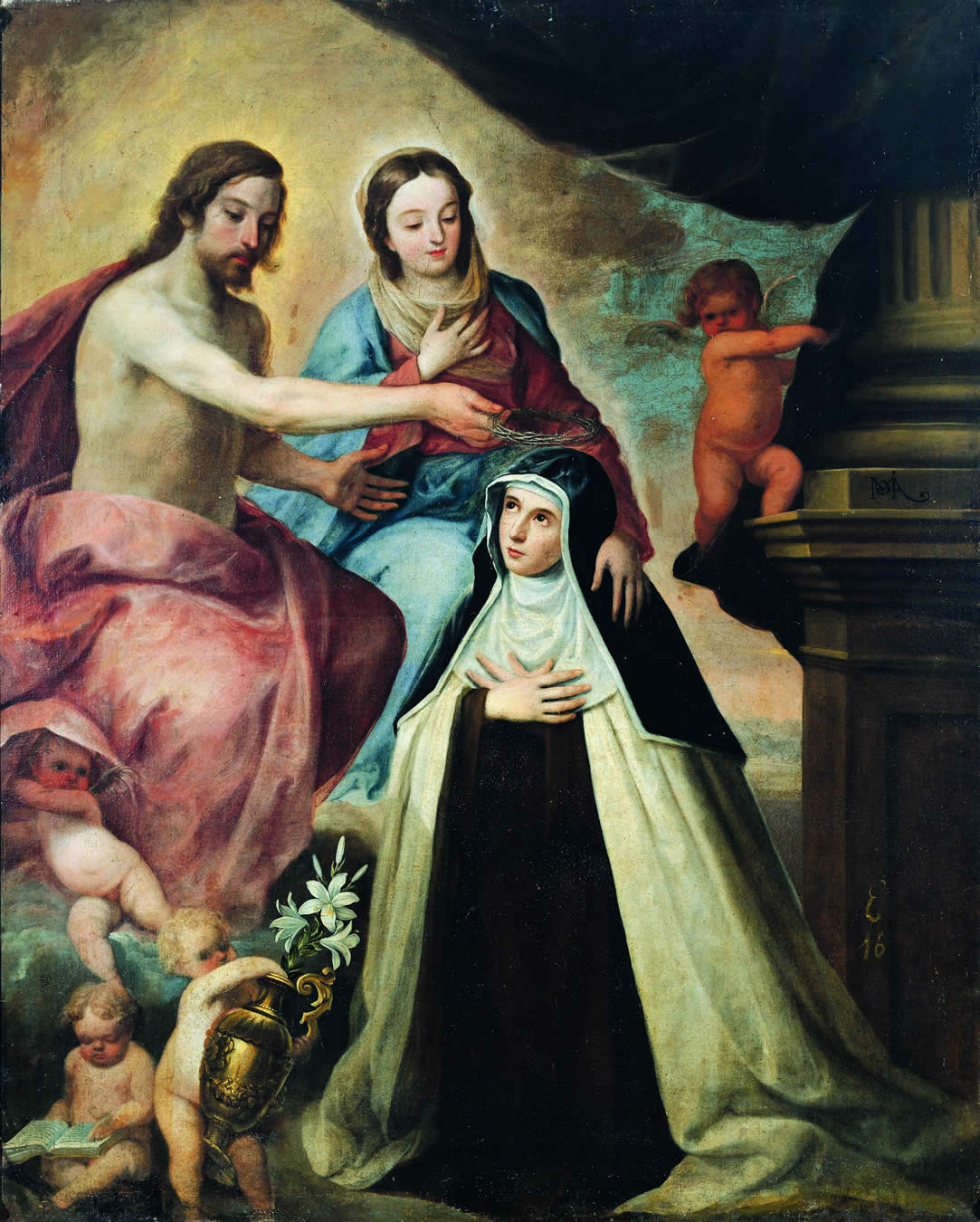
Pedro de Moya, La Vision de sainte Marie-Madeleine de Pazzi.
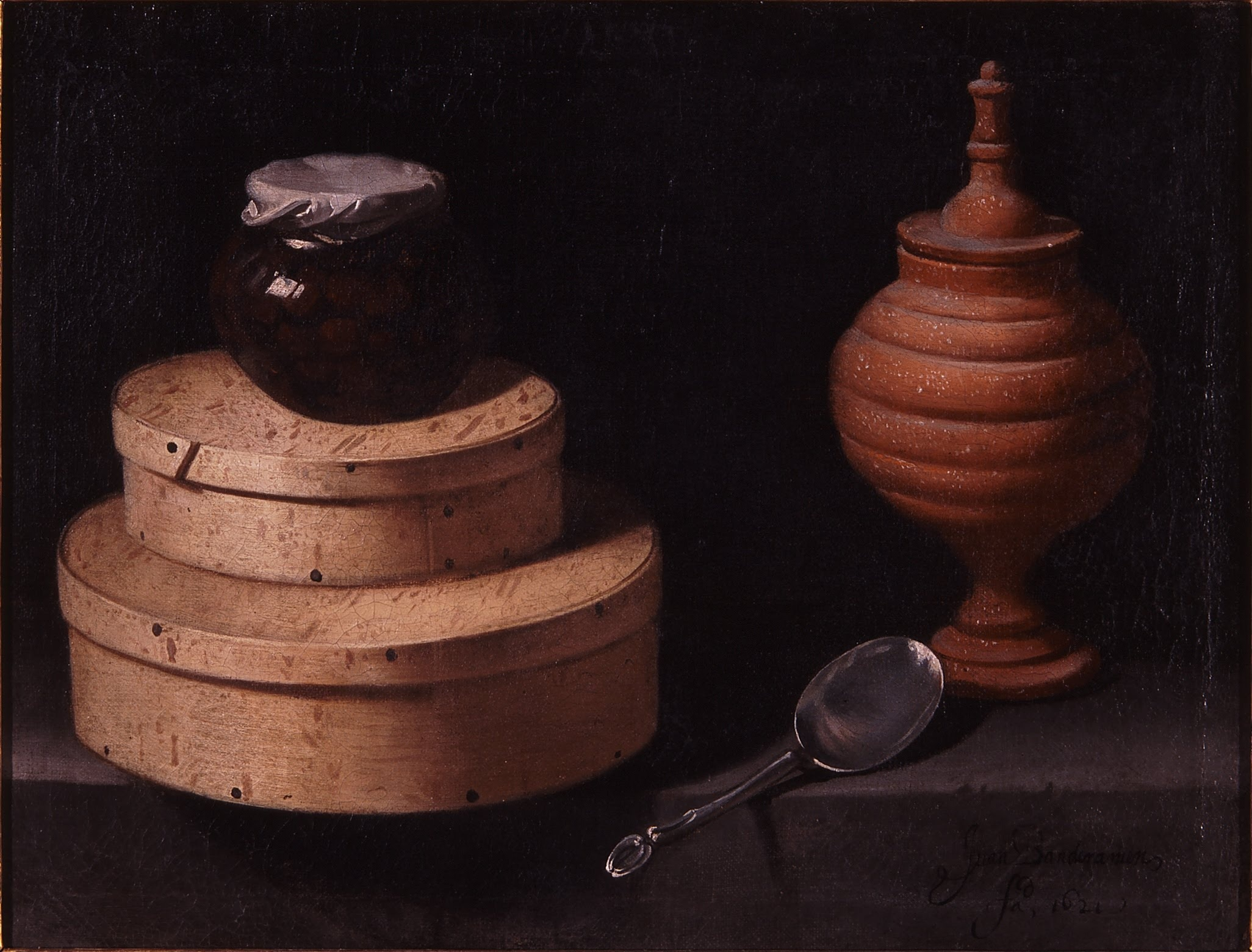
Juan van der Hamen, Boîtes de bonbons.
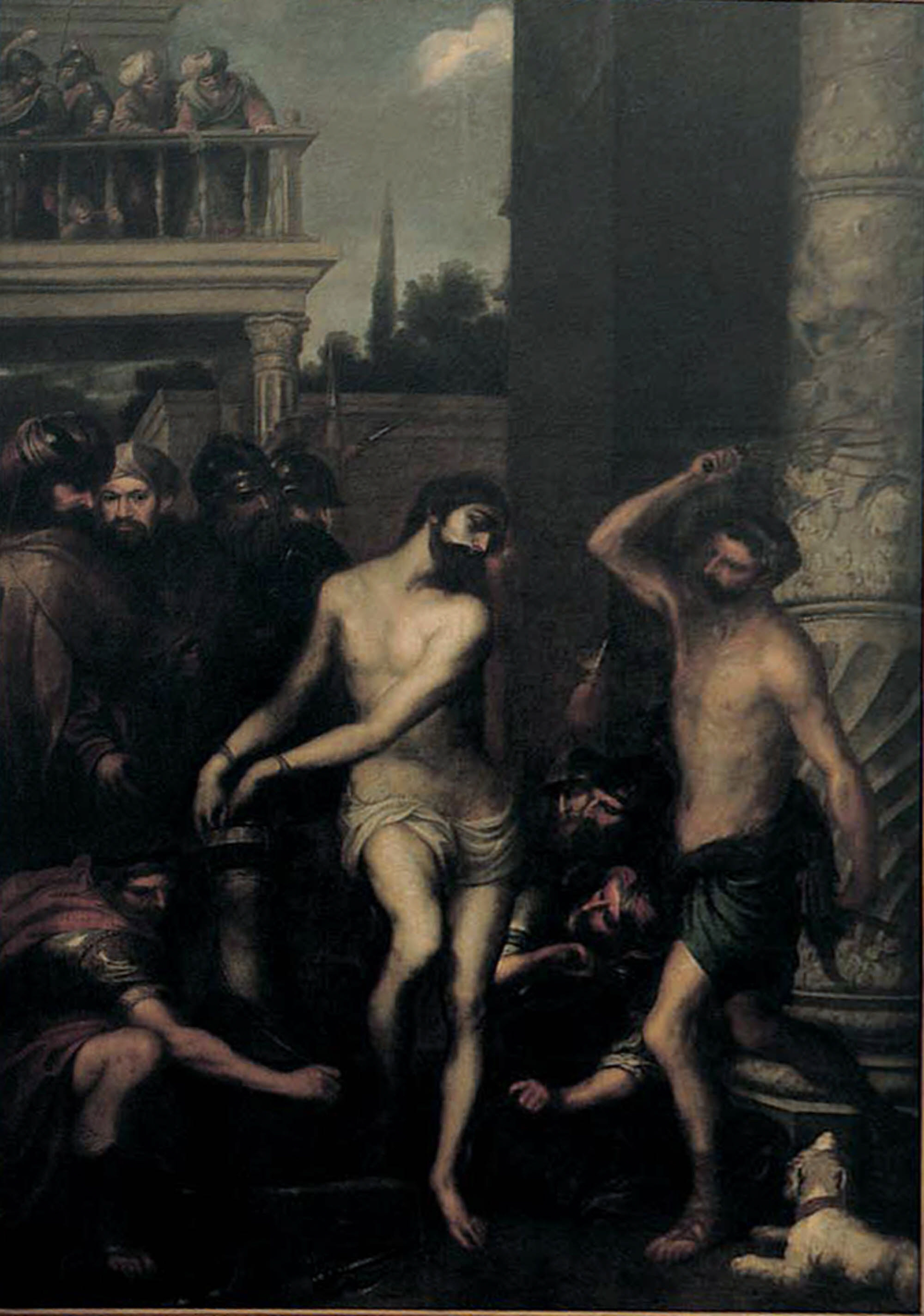
Juan de Sevilla Romero (es), Flagellation du Christ.
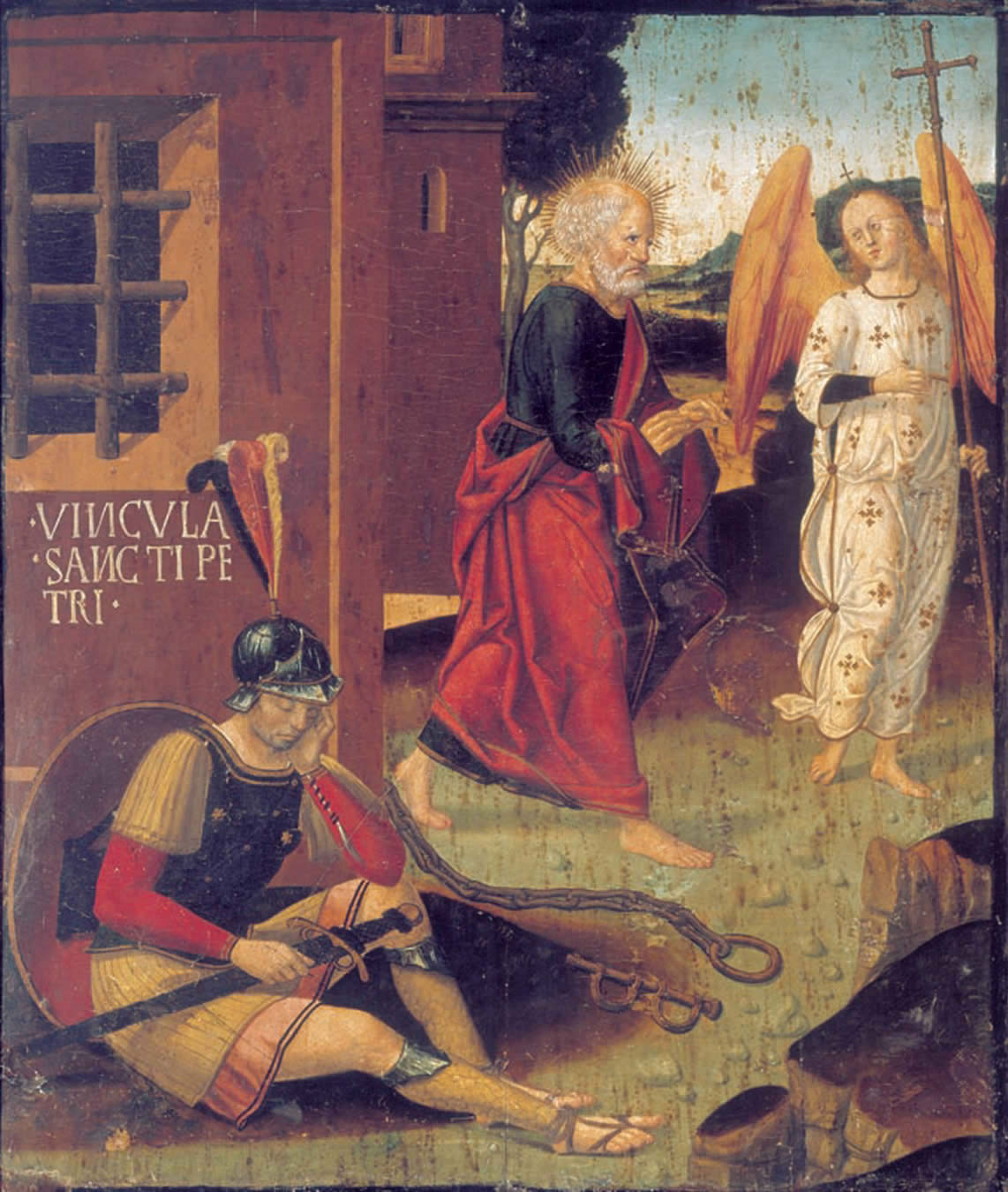
Juan Ramírez, La Libération de saint Pierre.
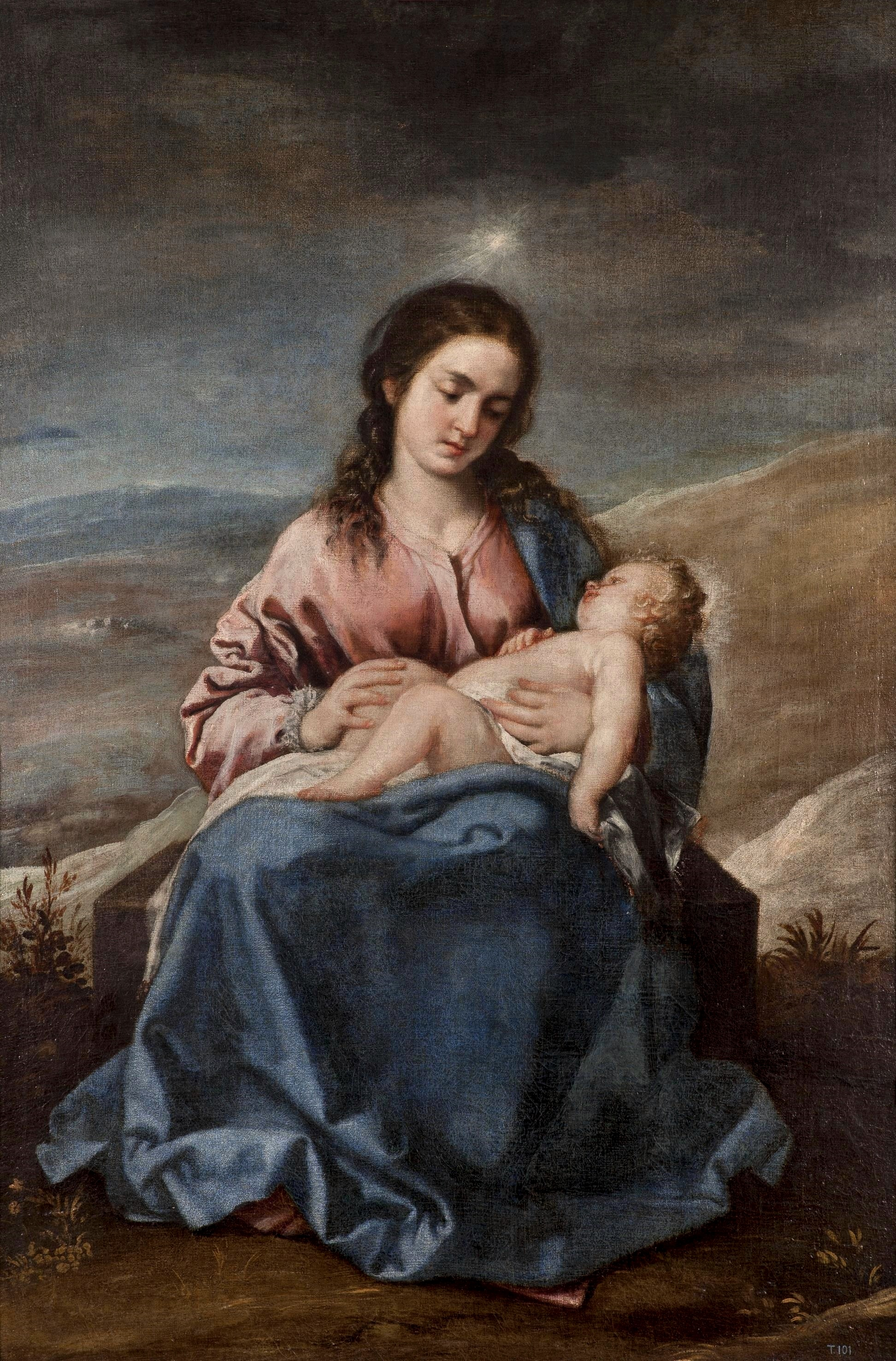
Alonso Cano, Vierge à l'Enfant.